# Бугак
Бугак (кор. 부각) — це різновид вегетаріанського твігіма (смажене у фритюрі) в корейській кухні. Його виготовляють шляхом смаження у фритюрі сушених овочів або морських водоростей, покритих чапсал-пул (찹쌀풀; клейка рисова паста), а потім їх знову висушують. Його їдять як банчан (супровід до вареного рису) або анджу (супровід до алкогольних напоїв). Звичайними інгредієнтами є зелений перець чилі, листя перілли, суцвіття, листя камелії, листя хризантеми, листя лопуха, пагони небесного дерева, картопля, гім (лавер) і дасима (ламінарія).
Бугак — відносно[чого?] рідкісна кулінарна техніка в корейській кухні, поряд з дасима твігаком (튀각; смажені у фритюрі овочі без покриття). Його часто асоціюють з корейською храмовою кухнею.

## Приготування
Для смаження зазвичай використовуються рослинні олії, такі як периллова або соєва олія. При приготуванні в олії він набухає за рахунок клейкої рисової пасти і виходить дуже хрустким і ароматним. Спосіб приготування картопляного бугака і з червоного перцю. Картопляний бугак виготовляється шляхом тонко нарізаної товстої картоплі та її бланшування у солоній воді до того, як вона змінить колір. Його сушать і обсмажують безпосередньо перед вживанням. Якщо використовувати як гарнір до рису або як суху закуску, смак виходить смачним і хорошим. Замочіть клейкий рис в пасті з червоного перцю. Коли клейкий рис прилипне, зніміть його і кілька разів промийте холодною водою, щоб він не пахнув, і добре просушіть. Додайте 40 сухих червоних перців до клейкого рису і подрібніть їх разом, щоб вийшов порошок, заправте соєвим соусом і вимісіть. Зварити в окропі, злити, покласти в ступку і розтерти. Його тонко обвалюють насінням червоного кунжуту, нарізають шматочками по 4-5 см, сушать у теплому приміщенні, а потім за потреби обсмажують на олії.
[Джерело: Енциклопедія корейської національної культури (Бугак)]

## Види
- дангеун-бугак (당근부각) — приготований з моркви
- дасіма-бугак (다시마부각) — виготовлений з ламінарії
- deulkkae-songi-bugak (들깨송이부각) — виготовлений із суцвіть перилли
- dongbaek-ip-bugak (동백잎부각) — виготовлений з листя камелії
- dureup-bugak (두릅부각) — виготовлений з пагонів аралії
- eumnamu-sun-bugak (음나무순부각) — виготовлений з пагонів касторового дерева
- гаджук-бугак (가죽부각) — виготовлений з пагонів небесного дерева
- гамджа-бугак (감자부각) — з картоплі
- gamnnip-bugak (감잎부각) — виготовлений з листя хурми
- gim-bugak (김부각) — виготовлений з водоростей
- гочу-бугак (고추부각) — виготовлений із зеленого перцю чилі
- гукхва-іп-бугак (국화잎부각) — виготовлений з листя хризантеми
- kkaennip-bugak (깻잎부각) — виготовлений з листя перилли
- mosi-ip-bugak (모시잎부각) — виготовлений з листя рамі
- огапі-іп-бугак (오가피잎부각) — виготовлений з листя елеутерококу
- парае-бугак (파래부각) — виготовлений із Аонорі
- ссук-бугак (쑥부각) — виготовлений з корейської полині
- ueong-ip-bugak (우엉잎부각) — виготовлений з лопуха